# Инсајт (сонда)
Инсајт (енгл. InSight) је роботизована свемирска сонда чије је лансирање ка планети Марс планирано за март 2016. године, али је на једном од инструмената откривена грешка у производњи па је мисија одложена за следећи лансирни прозор 2018. године, мада је постојала могућност и да ће мисија бити отказана. Двогодишње одлагање увећаће цену мисије за око 150 милиона долара.
Назив сонде је скраћеница од Interior Exploration using Seismic Investigations, Geodesy and Heat Transport, или у преводу „Истраживање унутрашњости помоћу сеизмологије, геодезије и преноса топлоте“. Саму сонду и неке од инструмената доприноси Наса, док ће два главна инструмента доставити свемирске агенције из Немачке и Француске.
- Место слетања сонде
- Тестирање роботске руке